# Werner Gutmann
Alfred Werner Gutmann (* 30. Dezember 1914 in Thun; † 28. September 2002 in Münsingen) war ein Schweizer Prokurist, Schriftsteller und Hörspiel-Autor in Berndeutsch.

## Leben
Werner Gutmann war der Sohn des Bankangestellten Adolf Gutmann und absolvierte bis 1934 ebenfalls eine Ausbildung zum Bankkaufmann in Zürich. Gleichzeitig wurde er freier Mitarbeiter beim Radio Zürich und Radio Bern. Es folgte ein Berufswechsel als stellvertretender Leiter eines Verlages in Zürich. In dieser Zeit leistete er auch Aktivdienst in einer Funker-Kompanie. Er war von 1949 bis zu seiner Pensionierung 1979 Prokurist der Schweizerischen Nationalbank in Bern und gleichzeitig der Redaktor der Hauszeitung.
Er war seit 1941 mit Elise, Tochter von Heinrich Baumann, verheiratet. 1948 zog die Familie von Zürich nach Bern,  1971 nach Münsingen.
Gutmann war Mitglied im Berner Schriftstellerinnen und Schriftsteller Verein, der 1941 gegründet wurde.

## Werk
Gutmann verfasste verschiedene Bühnenstücke, überwiegend für das Berner Heimatschutz-Theater, in Berndeutsch, darunter 1955 nach Friedrich Glauser Der Chinese sowie das Kriminalschauspiel Fahnder Hunziker, das am 6. November 1954 durch die Guttemplerloge in Brügg uraufgeführt und 1962 vom Schweizer Fernsehen aufgezeichnet wurde. Sein Stück D’Barriere wurde am 16. November 1957 im Kursaal Schänzli in Bern uraufgeführt und 1958 aufgezeichnet.
Sein Stück Schärbe wurde er 1964 an der Expo 64 in Lausanne uraufgeführt; im gleichen Jahr erschien auch eine Hörspielfassung. Flüssigs Guld wurde im Januar 1967 im Kursaal Schänzli unter seiner Regie uraufgeführt, dem im Januar 1969 die Uraufführung von Galgevögel im Kursaal Schänzli ebenfalls unter seiner Regie folgte. 1970 wurde Siebe uf ei Tätsch und 1972 Tellenvisionen in der chäller-kumedi in Bern gezeigt.
Am 17. Oktober 1980 erfolgte die Uraufführung von Vor em Ynachte im Theater am Zytglogge in Bern, worauf, nach Henrik Ibsens Ein Volksfeind, die Uraufführung von Brunnevergifter im Oktober 1982 im Theater am Käfigturm in Bern folgte; 1984 wurde die Hörspielfassung gesendet. Auch die Uraufführung von Härz-Dame erfolgte im November 1983 im Theater am Käfigturm.
Sein Märchenspiel Schmunzlibus im Luftballon wurde am 16. November 1960 im Stadttheater Basel, unter der Regie von Rudolf Hofmann und mit der Musik von Harri Rodmann (1931–2003), uraufgeführt. Dazu publizierte er heiter-nostalgische Erzählungen, Kurzprosa und Mundarterzählungen, unter anderem 1975 Mys Thun, das mehrmals aufgelegt wurde, 1980 Heiter bis bewölkt und 1997 die berndeutsche Kriminalgeschichte Dr Ussland-Schwyzer.
Er schrieb auch Geschichten für verschiedene Tageszeitungen, unter anderem Die Brücke für den Bund und Lob für e Beatebärg für das Thuner Tagblatt.
Als Mitarbeiter beteiligte er sich an kabarettistischen Sendungen im Radio Beromünster, unter anderem mit Jahrmarkt der Zeit und Mit kritischem Griffel, und seit 1945 nahm er an zahlreichen Hörspielen für die Studios in Bern und Zürich teil.

## Ehrungen und Auszeichnungen
- 1950: Hörspielpreis in Höhe von 300 Franken für seine Kinder-Märchenspiele vom Radio Studio Zürich[9]
- 1955: Hörspielpreis von Radio Studio Zürich
- 1957: 5. Preis für das Jugendstück Räuberbande Schwarze Hand im Rahmen des Schweizerischen Kindermärchen- und Jugendtheater-Wettbewerbs[10]
- 1960: Auszeichnungspreis in Höhe von 500 Franken für das religiöse Kinder- und Jugend-Hörspiel Siebzig mal sieben mal[11]
- 1964: 1. Preis, verbunden mit 2.000 Franken, für das Expo-Stück Schärbe[12][13]
- 1965: 1. Preis, verbunden mit 5.000 Franken, im Preisausschreiben der Praesens Film AG[14]
- 1969: 1. Preis der Praesens-Film AG Zürich
- 1979: Auszeichnung für das Stück Vo em Ynachte im Rahmen eines Wettbewerbs, der von der Seniorenbühne Zürich unter Mitwirkung der Gesellschaft schweizerischer Dramatiker veranstaltet wurde[15]
- 1979: Werkpreis der Stiftung des Berner Heimatschutz-Theaters zur Förderung der bernischen Mundartdramatik, in Verbindung mit 2.000 Franken, für Mys Thun und Weisch no denn?[16]
- 1981: Werkpreis der Stiftung zur Förderung der bernischen Mundartdramatik für das Bühnenstück Härz-Dame, in Verbindung mit 3500 Franken[17]
- 1985: Literaturpreis, in Verbindung mit 5.000 Franken, der Literaturkommission des Kanton Bern für sein Gesamtwerk[18]
- 1988: Prämie in Höhe von 1.000 Franken von der Radio- und Fernsehgenossenschaft Bern für sein Werk O. K.[19]
- diverse Anerkennungspreise der Gesellschaft für das schweizerische Volkstheater, so unter anderem 1957 den 2. Preis für sein Stück E komische Vogel[20], 1959 für E Gmeindrats-Sitzig[21], 1965 für ein Mundartschauspiel[22], 1969 für Siebe uf ei Tätsch (Das tapfere Schneiderlein), verbunden mit 3.000 Franken[23]

## Schriften (Auswahl)
- Werner Gutmann; Ernesto Biondi: König Dupf: drei Märchen. Zürich: Albisser, 1945.
- Der Chinese. 1955.
- Werner Gutmann; Gion Deplazes: La tema de viver: Drama en 3 acts. Cuera: Lia Romontscha, 1955.
- Fahnder Hunziker – Schauspiel in drei Akten. Bern: Francke 1969. Premiere: Berner Heimatschutztheater, Bern, 1955.
- E komische Vogel – Beinahe eine Kriminalkomödie; Eine harmlose, aber wahrscheinlich ganz unwahrscheinliche Angelegenheit in 1 Akt. Elgg: Volksverlag, 1957.
- D'Barriere; ein Schauspiel in vier Akten. Bern, Francke Verlag, 1957[24].
- E Gmeindrats-Sitzig – Ein Spiel in einem Akt. Elgg: Volksverlag Elgg 1959.
- Schmunzlibus im Luftballon: ein Märchenspiel in vier Akten. Münsingen: Werner Gutmann, 1960.
- D'Flucht ein Spiel in einem Akt. Elgg: Volksverlag, 1962.
- Schärbe – Drama in zwei Akten und einem Zwischenspiel. Elgg: Volksverlag, 1965.
- Flüssigs Guld: ein Spiel in drei Akten. Elgg: Volksverlag, 1967.
- Siebe uf ei Tätsch oder "Das tapfere Auf-Schneiderlein": es grimmigs Märli für Erwachseni. Elgg: Volksverlag, 1970.
- Tellen-Visionen: "Schiller"nde Seifenblasen. Belp: Volksverlag Elgg, 1971.
- Werner Gutmann; Knud Jacobsen: Mys Thun. Thun: Schaer Verlag, 1975.
- Zwätschgen- u Oepfuchueche. In: Der Fourier, Band 49, Heft 11. 1976. doi:10.5169/seals-518542#411, S. 392–394.
- Weisch no denn? Erinnerige us em Aktivdienscht. Thun: Schaer Verlag, 1977[25].
- Die bessere Hose. In: Der Fourier, Band 50, Heft 8. 1977. doi:10.5169/seals-518597#311, S. 305–307.
- Werner Gutmann; Tista Murk: Set in ün cuolp: opür Il schnedarin valurus: üna parabla grimmusa per creschüts. Chur: Lia Rumantscha, 1978.
- Vor em Ynachte es Spiel i eim Akt. Elgg: Volksverlag, 1979.
- Werner Gutmann; Knud Jacobsen: Heiter bis bewölkt – Erzählungen in Mundart. Thun: Schaer Verlag, 1980.
- Härz-Dame e pigganti Kriminal-Komedi i 3 Akte u mene Zwüscheakt: allen Herz-Damen mit zuviel Herz zur Beherzigung. Elgg: Volksverlag 1981.
- Brunnevergifter – es Spiel i vier Akte. Münsingen: W. Gutmann, 1982[26].
- Vo Lüt u Mönsche. Thun Schaer 1985.
- Wär rüeft? Spiel in 2 Bildern. Elgg: Volksverlag, 1987.
- Sache u Sächeli: zäh heiteri u bsinnlechi Gschichte. Thun: Schaer Verlag, 1987.
- Galgevögel: e Gouner-Komedi i drei Akte. Elgg: Volksverlag, 1989[27].
- Markus Wüthrich; Werner Gutmann: 75 Jahre Berner Heimatschutz-Theater 1915–1990; eine Chronik. Belp: Volksverlag Elgg, 1990.
- Wulke-Fritzli: es Märlispil i vier Bilde: Mundartfassung. Belp: Volksverlag Elgg, 1994.
- Otto in freier Wildbahn. In: Historischer Kalender, oder, der hinkende Bot, Band 268. 1995. doi:10.5169/seals-657891#129, S. 124–126.
- Sokrates. In: Historischer Kalender, oder, der hinkende Bot, Band 268. 1996. doi:10.5169/seals-656986#118, S. 113–115.
- Der Ussland-Schwyzer e Bärndütsche Krimi. Münsingen-Bern: Fischer-Media-Verlag, 1997.
- Abenteuer in Korsika. In: Historischer Kalender, oder, der hinkende Bot, Band 270. 1997. doi:10.5169/seals-656718#83, S. 78–80.
- Die Brücke. In: Historischer Kalender, oder, der hinkende Bot, Band 271. 1998. doi:10.5169/seals-656287#85, S. 80–81.
- Ufos über Altdorf. In: Historischer Kalender, oder, der hinkende Bot, Band 272. 1999. doi:10.5169/seals-657062#107, S. 98–99.
- Bäume meiner Kinderheit. In: Historischer Kalender, oder, der hinkende Bot, Band 273. 2000. doi:10.5169/seals-657957#139, S. 132–133.
- Oskars Sternstunde. In: Historischer Kalender, oder, der hinkende Bot, Band 283. 2010. doi:10.5169/seals-657764#128, S. 123–124.